# Ceibos Rugby
Ceibos Rugby (nombre completo "Ceibos Centro Argentino Rugby") fue una franquicia profesional de rugby. ubicada en la ciudad de Córdoba, en Argentina, y que disputó la primera temporada de la Súper Liga Americana de Rugby, máxima competición de rugby profesional en América del Sur (actualmente conocida como Súper Rugby Américas). El nombre del equipo es en referencia al ceibo, la flor nacional de la Argentina.
Ceibos se destacó tanto por ser el primer representante argentino en la Súper Liga Americana de Rugby (el primer torneo de rugby profesional de franquicias de América del Sur), como por su abrupto final, con el equipo siendo disuelto tras su primera temporada luego de la suspensión del torneo en marzo de 2020 a causa de la pandemia de COVID-19, habiendo disputado solamente dos partidos de forma oficial.

## Historia

### Creación (2019)
El concepto de una franquicia argentina compitiendo en un torneo profesional sudamericano fue confirmado como parte del proceso de creación de la Súper Liga Americana de Rugby, el cual comenzó a oficializarse entre fines de 2018 y comienzos de 2019. La franquicia nació el 29 de noviembre de 2019, cuando el torneo y sus participantes fueron presentados oficialmente en Montevideo. Unas semanas después, Marcelo Rodríguez (presidente de la Unión Argentina de Rugby), Félix Páez Molina (presidente de la Unión Cordobesa de Rugby) y Fernando Riccomi (CEO de la franquicia y principal inversor privado) concretaron un acuerdo que oficializó la formación e inclusión de la franquicia del torneo.
Fernando Riccomi, empresario rosarino vinculado a la medicina prepaga y expresidente del club rosarino de rugby Los Caranchos, ganó la licitación por la franquicia con apoyo de la Unión Cordobesa de Rugby. De acuerdo a un reporte del Diario Olé, la inversión rondó alrededor de 1 millón de dólares, con la UAR manteniendo el control sobre el aspecto deportivo del equipo y con Riccomi haciéndose cargo de las pérdidas o ganancias resultantes. La Unión Cordobesa de Rugby actuaría como la base física y logística del equipo, actuando de local en Córdoba pero con planes de jugar partidos en otras ciudades de la región centro del país.

### Primera temporada (2020)
El plantel fue compuesto íntegramente por jugadores argentinos, siendo el único equipo en el torneo que sólo contó con jugadores de su propio país. El plantel, entrenado por Ignacio Fernández Lobbe, fue compuesto principalmente por jugadores del ámbito porteño, pero contó también con la inclusión de jugadores cordobeses, tucumanos, rosarinos, mendocinos y chaqueños. En el plantel hubo 15 jugadores del Jaguares XV que se consagró campeón de la Currie Cup First Division en 2019. Tala Rugby Club, en la capital cordobesa, fue elegida como la sede del equipo en el torneo.
Comenzada la primera edición del torneo, Ceibos logró dos victorias ante Olimpia de Paraguay y Selknam de Chile (48-8 y 32-16, respectivamente) antes de que el torneo fuese suspendido por Sudamérica Rugby debido al avance de la pandemia de COVID-19 en América. Una semana más tarde, con la aprobación de los organizadores y equipos participantes, se decidió suspender el torneo hasta 2021.
Durante la segunda mitad de 2020 y con el paulatino regreso de los torneos de rugby en formas limitadas por las restricciones sanitarias, la franquicia Ceibos se mantuvo a la expectativa de un regreso. La continuidad del propio torneo estuvo en duda debido a las complicaciones económicas y organizativas que conllevaba organizar encuentros entre equipos internacionales, por lo que varias alternativas fueron analizadas por parte de la franquicia.

### Disolución (2021)
En enero de 2021, la Súper Liga Americana de Rugby anunció a Jaguares XV como la nueva franquicia argentina que oficialmente reemplazaría a Ceibos en el torneo. La Unión Argentina de Rugby decidió dar de baja a Ceibos de forma unilateral, argumentando incumplimientos en el contrato y cambios en los términos del torneo. En febrero de 2021, Fernando Riccomi (CEO de Ceibos) afirmó que iba a llevar a la UAR a juicio por al menos 5 millones de dólares, señalando violación de contrato, injurias, apropiación de derechos de terceros y estafa como causas. De acuerdo a reportes y entrevistas con Riccomi, a la franquicia se le ofreció un posible lugar en la temporada 2022, pero los compromisos y obligaciones económicas hicieron inviable a esa posibilidad.
Uno de los motivos que llevaron a la UAR a reemplazar a Ceibos con Jaguares XV fue la disolución de Jaguares, la franquicia argentina del Super Rugby que vio su participación en el prestigioso torneo truncada debido al impacto de la pandemia de COVID-19. Ante la necesidad de mantener la marca "Jaguares", además de sostener patrocinadores y contratos existentes, la UAR decidió priorizar la inclusión de Jaguares XV en el torneo.

### Sucesores
El sucesor directo de Ceibos fue Jaguares XV, el "equipo B" de Jaguares, la franquicia argentina que participaba del Super Rugby, el principal torneo de franquicias en Australia, Nueva Zelanda y Sudáfrica. Antes de reemplazar a Ceibos en la Súper Liga Americana de Rugby, Jaguares XV ya existía como equipo de desarrollo bajo el control de la UAR, habiendo participado de la Currie Cup First Division de Sudáfrica en 2019. En la SLAR 2021, Jaguares XV mantuvo a gran parte del plantel de Ceibos, incluyendo al head coach, Ignacio Fernández Lobbe.
En 2023 la Unión Argentina de Rugby decidió disolver a Jaguares XV y desdoblarlo en dos nuevas franquincias regionales. Una de las nuevas franquicias, Dogos XV, fue el representante cordobés en el torneo, identificándose con el color rojo y actuando de local en Tala Rugby Club, ambos atributos que comparte con el extinto Ceibos.

## Plantel
Durante su única temporada, el equipo contaba con 30 jugadores, entre ellos destacados internacionales como Lucas Mensa y Santiago Portillo. Posteriormente, más jugadores se unieron al plantel provenientes de Jaguares.
Jugadores
Todas las edades corresponden al comienzo de la temporada 2020.
| Nac.                 | Pos. | Jugador                  | Edad | Equipo                            | Unión                          |
| -------------------- | ---- | ------------------------ | ---- | --------------------------------- | ------------------------------ |
| Bandera de Argentina | PIL  | Rodrigo Martínez Manzano | 21   | Los Tordos                        | Unión de Rugby de Cuyo         |
| Bandera de Argentina | PIL  | Federico Wegrzyn         | 24   | San Luis                          | Unión de Rugby de Buenos Aires |
| Bandera de Argentina | HKR  | Leonel Oviedo            | 22   | Córdoba Athletic Club             | Unión Cordobesa de Rugby       |
| Bandera de Argentina | HKR  | Pablo Dimcheff           | 20   | Pucará                            | Unión de Rugby de Buenos Aires |
| Bandera de Argentina | HKR  | José Luis González       | 22   | Tucumán Rugby                     | Unión de Rugby de Tucumán      |
| Bandera de Argentina | PIL  | Francisco Minervino      | 21   | Luján Rugby Club                  | Unión de Rugby de Buenos Aires |
| Bandera de Argentina | PIL  | Alejandro Luna           | 21   | CURNE                             | Unión de Rugby del Noreste     |
| Bandera de Argentina | PIL  | Lucas Favre              | 23   | Lomas Athletic Club               | Unión de Rugby de Buenos Aires |
| Bandera de Argentina | PIL  | Juan Pablo Zeiss         | 30   | Jaguares                          | Super Rugby                    |
| Bandera de Argentina | SEG  | Franco Molina            | 22   | Jockey Club Córdoba               | Unión Cordobesa de Rugby       |
| Bandera de Argentina | SEG  | Carlos Repetto           | 24   | Hindú Club                        | Unión de Rugby de Buenos Aires |
| Bandera de Argentina | SEG  | Jerónimo Ureta           | 23   | Newman                            | Unión de Rugby de Buenos Aires |
| Bandera de Argentina | SEG  | Santiago Portillo        | 24   | Los Tarcos                        | Unión de Rugby de Tucumán      |
| Bandera de Argentina | OCT  | Lucas Santa Cruz         | 25   | Pucará                            | Unión de Rugby de Buenos Aires |
| Bandera de Argentina | OCT  | Conrado Roura            | 24   | Palermo Bajo                      | Unión Cordobesa de Rugby       |
| Bandera de Argentina | OCT  | Rodrigo Fernández Criado | 21   | Belgrano Athletic                 | Unión de Rugby de Buenos Aires |
| Bandera de Argentina | OCT  | Lautaro Bavaro           | 25   | Hindú Club                        | Unión de Rugby de Buenos Aires |
| Bandera de Argentina | OCT  | Santiago Ruiz            | 21   | Regatas Bella Vista               | Unión de Rugby de Buenos Aires |
| Bandera de Argentina | MME  | Gonzalo García           | 20   | Natación y Gimnasia               | Unión de Rugby de Tucumán      |
| Bandera de Argentina | MME  | Ignacio Inchauspe        | 22   | Olivos Rugby Club                 | Unión de Rugby de Buenos Aires |
| Bandera de Argentina | MME  | Joaquín Pellandini       | 20   | Buenos Aires Cricket & Rugby Club | Unión de Rugby de Buenos Aires |
| Bandera de Argentina | APE  | Martín Elías             | 23   | Atlético del Rosario              | Unión de Rugby de Buenos Aires |
| Bandera de Argentina | APE  | Teo Castiglioni          | 22   | Gimnasia y Esgrima de Rosario     | Unión de Rugby de Rosario      |
| Bandera de Argentina | APE  | Tomás Albornoz           | 22   | Jaguares                          | Super Rugby                    |
| Bandera de Argentina | CEN  | Lucas Mensa              | 23   | Pucará                            | Unión de Rugby de Buenos Aires |
| Bandera de Argentina | CEN  | Facundo Ferrario         | 21   | Jockey Club de Rosario            | Unión de Rugby de Rosario      |
| Bandera de Argentina | CEN  | Agustín Segura           | 21   | Jockey Club Córdoba               | Unión Cordobesa de Rugby       |
| Bandera de Argentina | CEN  | Juan Pablo Castro        | 20   | Jaguares                          | Super Rugby                    |
| Bandera de Argentina | W/A  | Tomás Cubilla            | 22   | Alumni                            | Unión de Rugby de Buenos Aires |
| Bandera de Argentina | W/A  | Leopoldo Herrera         | 21   | Córdoba Athletic Club             | Unión Cordobesa de Rugby       |
| Bandera de Argentina | W/A  | Facundo Cordero          | 21   | Regatas Bella Vista               | Unión de Rugby de Buenos Aires |
| Bandera de Argentina | W/A  | Santiago Montagner       | 24   | Jaguares XV                       | Currie Cup First Division      |
| Bandera de Argentina | F/Z  | Juan Daireaux            | 21   | Newman                            | Unión de Rugby de Buenos Aires |
| Bandera de Argentina | F/Z  | Martín Cancelliere       | 27   | Hindú Club                        | Unión de Rugby de Buenos Aires |

### Cuerpo técnico
Head coach: Carlos Fernández Lobbe
Entrenadores
- Diego Giannantonio
- Julio García
- Diego Ternavasio

## Resultados contra sus rivales
- Actualizado a últimos partidos disputados al 14 de marzo de 2020

| Oponente      | Jugados | Ganados | Empatados | Perdidos | % de victorias | Mejor resultado |
| ------------- | ------- | ------- | --------- | -------- | -------------- | --------------- |
| Olimpia Lions | 1       | 1       | 0         | 0        | 100.0%         | 48-8            |
| Selknam Rugby | 1       | 1       | 0         | 0        | 100.0%         | 32-16           |
| Total         | 2       | 2       | 0         | 0        | 100.0%         | -               |

- Partidos de pretemporada.

| Oponente         | Jugados | Ganados | Empatados | Perdidos | % de victorias | Mejor resultado |
| ---------------- | ------- | ------- | --------- | -------- | -------------- | --------------- |
| Córdoba Athletic | 1       | 1       | 0         | 0        | 100.0%         | 42-7            |
| Palermo Bajo     | 1       | 1       | 0         | 0        | 100.0%         | 42-7            |
| Pumitas M-20     | 1       | 1       | 0         | 0        | 100.0%         | 97-17           |
| Total            | 3       | 3       | 0         | 0        | 100.0%         | -               |